# إدموند مارس بلنت
إدموند مارس بلنت (بالإنجليزية: Edmund March Blunt)‏ هو مستكشف أمريكي، ولد في 20 يونيو 1770 في بورتسموث في الولايات المتحدة، وتوفي في 1862.